# めらんこりい白書
「めらんこりい白書」（めらんこりいはくしょ）は、1981年9月5日に発売された柏原よしえの6枚目のシングル。発売元はフィリップス・レコード。

## 概要
作詞・作曲は「㐧二章・くちづけ」以来3作ぶりに阿久悠と大野克夫が担当した。オリコンチャートの最高位は23位、シングル売り上げは5.2万枚の記録に留まった。公称シングル売上は20万枚を記録。しかし、次曲の「ハロー・グッバイ」で、柏原は大きなブレイクを果たすこととなる。

## 収録曲
- 全曲作詞：阿久悠／作曲：大野克夫／編曲：船山基紀

1. めらんこりい白書 (3分20秒)
2. 抱きしめる、という感じ (3分16秒)